# Cyclodorippoida
Die Cyclodorippoida sind eine Gruppe (auch als Section bezeichnet) der Krabben. Es handelt sich um kleine, langbeinige Krabben, die vor allem in der Tiefsee auftreten. Sie enthält mit den Cyclodorippoidea nur eine Überfamilie nach der klassischen Überfamilien-Familien-Systematik. Das folgende Kladogramm zeigt die Verwandtschaftsverhältnisse innerhalb der Krabben:
|  | Raninoida       |
|  |                 |
|  | Cyclodorippoida |
|  |                 |

|  | Heterotremata  |
|  |                |
|  | Thoracotremata |
|  |                |

|  | Raninoida       |
|  |                 |
|  | Cyclodorippoida |
|  |                 |

|  | Heterotremata  |
|  |                |
|  | Thoracotremata |
|  |                |

|  | Raninoida       |
|  |                 |
|  | Cyclodorippoida |
|  |                 |

|  | Heterotremata  |
|  |                |
|  | Thoracotremata |
|  |                |

|  | Raninoida       |
|  |                 |
|  | Cyclodorippoida |
|  |                 |

|  | Heterotremata  |
|  |                |
|  | Thoracotremata |
|  |                |

## Merkmale
Bei den Cyclodorippoida sind die beiden letzten Schreitbeinpaare verkleinert, sie werden rückenseitig getragen, ähnlich wie bei einigen Dromiacea. Der Dactylus (siehe Spaltbein) dieser Beine ist zum Prodopus umgebogen und bildet eine Subchela, die zum Tragen von Gegenständen dient („carrier crabs“). Im Gegensatz zu anderen Podotremata haben die Cyclodorippoida eine breite Sternopleonalhöhle, was sie als Bindeglied zu den Eubrachyura ausweist.
Erkennungsmerkmale sind: Der Carapax ist etwa quadratisch. Das dritte Maxilliped ist deckelförmig. Prodopus und Dactylus der Pereopoden 2–5 sind rundlich oder etwas zusammengedrückt, aber nicht flach. Die objekttragenden Pereopoden 4 und 5 sind annähernd zylindrisch und schlank. Die Geschlechtsöffnungen (Gonoporen) liegen bei beiden Geschlechtern coxal.